# Jean de Clausse de Monchy
  Jean de Clausse de Monchy  , ou de Mouchy, né  à Paris et mort le 5 novembre 1587, est un prélat français   du XVIe siècle. Il est fils d'Engilbert Clausse, seigneur de Mouchy, conseiller au  parlement de Paris, et de Marie le Fuzelier. Son oncle est Cosme Clausse, l'un des quatre secrétaires d'État, dont les fils Nicolas et Cosme, et leur neveu Henri, sont successivement évêques et comtes de  Châlons-sur-Marne. 

## Biographie
Jean de Clausse de Monchy est nommé évêque de Senez  en 1561 et obtient en même temps la commende de l'abbaye du Thoronet. Il est un ferme opposaant de la réformation.
En 1562, il se rend au concile de Trente.  De retour il fait  réparer la cathédrale et construire un palais épiscopal à Castellane, où les évêques de Senez font leur résidence habituelle, et travaille à la translation de son évêché dans cette ville.

## Sources
- M.H. Fisquet, La France pontificale